# اخباری‌گری
اخباریان شاخه‌ای از اسلام شیعه دوازده امامی است که پیروان آن از یک فقیه (مرجع) تقلید نمی‌کنند. اخباری‌ها استفاده از استدلال استقرایی از طریق فقهای آموزش‌دیده اسلامی برای استخراج احکام در شریعت اسلامی را رد می‌کنند، و معتقدند که تقلید از هر کسی جز یکی از چهارده معصوم اسلام دوازده امامی حرام است.
اصطلاح اخباری از «خبرات» به معنای اخبار یا گزارش‌ها گرفته شده است، در حالی که «اصولی» از «اصول الفقه» به معنای اصول فقه اسلامی گرفته شده است. اخباری‌ها، برخلاف اصولی‌ها، اصول فقه را قبول ندارند - یعنی تلاش برای تدوین مجموعه‌ای منسجم از اصول حقوقی مبتنی بر احکامی که امامان پیش از غیبت آخرین امام صادر کرده‌اند. اخباری‌ها ادعا می‌کنند که مستقیماً از اهل بیت تقلید می‌کنند، به این دلیل که امامان معصوم هستند و مرجع، هر چقدر هم که در فقه اعلم باشد، معصوم نیست. دانش احکام دینی یا فقه اسلامی که اخباری‌ها از آن استفاده می‌کنند، از طریق محدثان زنده که احادیث احکام چهارده معصوم را بدون تفسیر آنها روایت کرده‌اند، به نسل‌های گذشته منتقل می‌شود. تفسیر قرآن و دانش کامل و عمیق عرفانی (الراسخون فی العلم) وحی از امامان نیز به نسل‌های بعدی منتقل می‌شود.
از قرن بیست و یکم، اخباری‌ها اقلیت کوچکی را در اسلام شیعه تشکیل می‌دهند و اصولی‌ها اکثریت جریان اصلی را تشکیل می‌دهند. اخبارگرایی به عنوان یک جنبش احیاگر با نوشته‌های محمد امین استرآبادی (متوفی ۱۶۲۷) آغاز شد و بیشترین نفوذ خود را در اواخر صفویه (۱۷۳۶-۱۵۰۱) و اوایل دوران پس از صفویه به دست آورد. با این حال، اندکی پس از آن، محمد باقر بهبهانی (متوفی ۱۷۹۲) به همراه دیگر مجتهدان اصولی، بخش عمده‌ای از جنبش اخباری را ریشه‌کن کردند. امروزه این جریان عمدتاً در بصره، عراق، بحرین، حیدرآباد، هند، تانزانیا و شهرهای مختلف پاکستان (کراچی، سهوان، حیدرآباد، لاهور، فیصل آباد، چکوال و گجرخان) یافت می‌شود و طبق گزارش‌ها "تنها تعداد انگشت‌شماری از علمای شیعه تا به امروز اخباری باقی مانده‌اند."

## علمای اخباری
از علمای بزرگ اخباری می‌شود به محمدامین استرآبادی، علامه مجلسی، محمدتقی مجلسی، شیخ حر عاملی، شیخ صدوق، کلینی و سید رضی اشاره کرد.

## تاریخ اخباری‌گری
اکثر یاران و انصار اهل بیت محدث و از اخباریان بوده‌اند، در زمان اهل بیت مکتب اخباری بسیار پر رونق بوده است، از زمان قاجار از رونق آن کم شده است و با پیروزی انقلاب اسلامی ایران از رونق افتاده است، اکثر علمای ایران صفوی از اخباریان بوده‌اند، در زمان ایران صفوی اخباری‌گری حزب غالب حوزه‌های علمیه بوده است.

## نظرات
- مخالفت با اصول فقه، گروه مقابل اخباری‌گری در این ویژگی اصولیان شیعه بودند.
- مخالفت با علم رجال: هرچند بعضی از اخباری‌ها به علم رجال مسلط بودند، اما برای پذیرش حدیث نه تنها به آن عمل نمی‌کردند که در عمل مخالف آن هم بودند و بسیاری از احادیثی را که معتبر می‌دانند بر اساس علم رجال غیر معتبر است، گروه مقابل اخباری‌گری در این ویژگی رجالیون بودند.
- حجت نبودن ظاهر قرآن و مخالفت با تفسیرهای غیر روایی: اخباریان معتقد بودند تنها راه فهم قرآن مراجعه به روایت است و مطالبی که از ظاهر قرآن معلوم می‌شود را معتبر نمی‌دانند. اخباری‌ها در این ویژگی هم در مقابل اصولیان قرار داشتند و هم در مقابل مفسران قرآن
- مخالفت با فلسفه: اخباری‌ها مانند بسیاری از اصحاب ائمه و اکثریت اصولیان آموزه‌های فلسفی را انحرافی می‌دانند. در این ویژگی اخباری‌ها در کنار اکثر اصولیان و در برابر فلاسفه قرار دارند.
- مخالفت با عرفان و تصوف: در اینجا اخباریان در کنار اصحاب ائمه و اکثریت اصولیان از مخالفان جدی عرفان و تصوف بوده و آموزه‌های ابن‌عربی و سید حیدر آملی را مطابق آموزه‌های اسلام نمی‌دانستند.